# Merit-Order

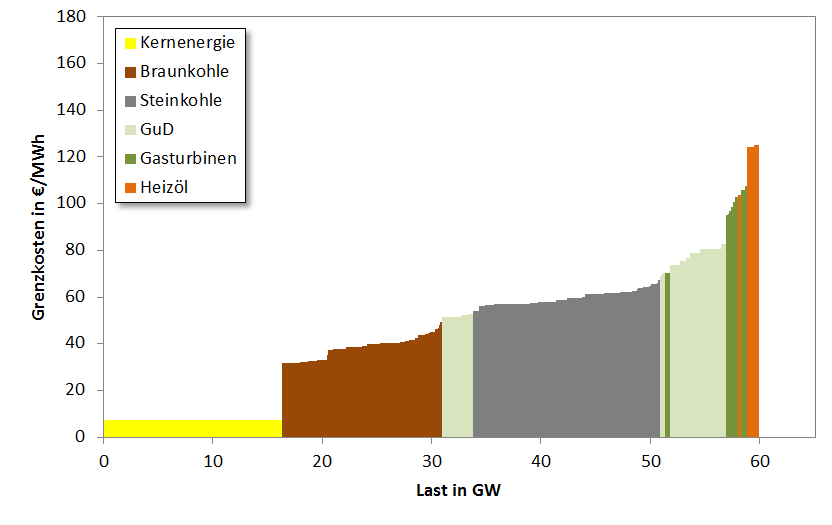
Merit-Order des deutschen konventionellen Kraftwerkparks im Jahr 2008. (GuD = Gas-und-Dampf-Kombikraftwerke.) Quelle: Forschungsstelle für Energiewirtschaft e. V.

Die Merit-Order (englisch für Reihenfolge der Vorteilhaftigkeit) ist eine Anordnung der für einen Stromhandelsmarkt verfügbaren Kraftwerksleistung nach steigenden Grenzkosten.
Nach einem vereinfachten Modell zur Erklärung von Preisen im kurzfristigen Stromhandel stellt die Merit-Order die Stromangebotskurve dar. Der Strompreis ergibt sich dann als Schnittpunkt von einer in der Regel preisunabhängig gedachten Nachfrage bzw. Residuallast (senkrechte Linie) und der Merit-Order.
Bei perfektem Wettbewerb sind alle Marktteilnehmer Preisnehmer. Unter solchen Bedingungen ist es für Anbieter rational, ihre Erzeugungskapazitäten anzubieten, sobald sie einen Preis über den jeweiligen Grenzkosten erzielen. Dann bestimmt das Kraftwerk mit den höchsten Grenzkosten, das gerade noch benötigt wird, um die Nachfrage zu decken, den Marktpreis und damit die Erlöse bzw. Deckungsbeiträge aller günstigeren Anbieter. Das zugehörige Kraftwerk wird auch als Grenzkraftwerk bezeichnet – nicht zu verwechseln mit einem im Ländergrenzbereich positionierten Grenzkraftwerk.

## Grenzen und Berechtigung des Modells
Das Merit-Order-Modell modelliert Strompreise an den Spotmärkten über ein Modell, bei dem in jeder Stunde die gesamte Nachfrage in einer einseitigen Auktion nach dem Einheitspreisverfahren (Pay-as-Clear) gegen eine stündliche Angebotskurve gestellt wird. Diese Angebotskurve wird als der Größe nach geordnete variable Kosten der Erzeugung dargestellt. Oft wird stattdessen auch die Residuallast, d. h. die Stromnachfrage nach Abzug der Einspeisung erneuerbarer Energien, gegen das Angebot konventioneller Erzeugung gestellt. Beides führt zum selben Ergebnis. Dieses Preismodell ist sehr einfach und entspricht in mehreren Punkten nicht den wirklichen Vorgängen an den Handelsmärkten.
Tatsächlich wird der prognostizierte Kraftwerkseinsatzfahrplan ein oder mehrere Jahre vorher auf den Terminmärkten verkauft. Ebenso kaufen die Stadtwerke ihren erwarteten Absatzlastgang ein oder mehrere Jahre vorher auf den Terminmärkten ein. Die EPEX Spot Dayahead Auktion, in der im Idealfall ein europaweit einheitlicher Preis für jede Stunde des Folgetages ermittelt wird, ist ein Ausgleichsmarkt für unerwartete Mengenänderungen. Entsprechend ist das Handelsvolumen an den Terminmärkten auch um mehr als das 7fache höher als an den Spotmärkten.
Weiterhin sind konventionelle Kraftwerke in der Regel nicht in der Lage, für einzelne Stunden an- und abzufahren. Sie stellen somit auch keine Gebote für die Lieferung einzelner Stunden, sondern bieten ihre Stromerzeugung auch in der EPEX Spot Auktion in Blockgeboten über mehrere Stunden an, für deren Ausübung ein Durchschnittspreis über diese Stunden erreicht werden muss. Dieser Durchschnittspreis muss Brennstoffpreise für die Erzeugung und auch An- und Abfahrkosten decken. Somit existiert eine stündliche Angebotskurve zunächst nicht. Blockgebote gehen separat in den Preisermittlungsalgorithmus der EEX ein.
Um zu begründen, dass das stark vereinfachte Merit-Order-Modell großflächige Preiseffekte dennoch sehr gut erklärt, sind volkswirtschaftliche Argumente und eine Prüfung an tatsächlichen Marktpreisen erforderlich. Die wesentlichen Argumente sind hier:
1. wenn der Strom nicht ausfallen soll, müssen die Kraftwerke tatsächlich (physikalisch) in jeder Stunde genau so fahren, dass die gesamte Nachfrage dieser Stunde exakt gedeckt ist.
2. die Fahrweise der Kraftwerke bestimmt sich am Spotmarkt. Das liegt daran, dass ein Kraftwerk jeden Tag am Spotmarkt eine oft als Make-or-Buy zusammengefasste Entscheidung trifft. Hat das Kraftwerk seinen erzeugten Strom bereits zu auskömmlichem Preis am Terminmarkt verkauft, am Spotmarkt ergibt sich aber ein Preis unter Grenzkosten, dann ist es für das Kraftwerk sinnvoll, den Strom nicht zu produzieren und stattdessen am Spotmarkt (zurück) zu kaufen. Hat es auf Basis der Terminpreise ursprünglich entschieden zu stehen und nichts verkauft, wird es trotzdem spontan entscheiden zu fahren und Geld zu verdienen, wenn es sich auf Basis der Spotpreise lohnt (siehe Kraftwerkseinsatzoptimierung). Somit muss der Spotpreis genau so hoch sein, dass er die Grenzkosten aller benötigten (und keiner zusätzlichen) Kraftwerke deckt.
3. Ein Preismodell für den Spotmarkt ist ein Preismodell für den Gesamtmarkt: Die Strommärkte sind arbitragefrei. Das heißt Terminpreise sind weder systematisch und vorhersehbar niedriger noch systematisch und vorhersehbar höher als der Spotpreis, sonst wäre es möglich am Terminmarkt zu kaufen und die Mengen am Spotmarkt wieder zu verkaufen oder umgekehrt und daraus ein Geschäftsmodell zu machen.

Die Darstellung der Grenzkosten bzw. variablen Kosten der Kraftwerke auf stündlicher Basis ist hingegen eine Vereinfachung, die sich auf die Modellgüte auswirkt. In vielen Studien werden dabei die beim An- und Abfahren entstehenden Kosten entweder überhaupt nicht erwähnt, so z. B. in der vielbeachteten Studie des Fraunhofer ISI zum Preiseffekt erneuerbarer Energien aus dem Jahr 2007 oder auf den Zeitraum, den das Kraftwerk fährt oder bietet, umgelegt. Die Tatsache, dass viele Kraftwerke An- und Abfahrrampen haben und einen Mindestzeitraum laufen müssen, bevor sie wieder abfahren können, oder tatsächlich z. B. wegen Fernwärmeleistungsverpflichtungen im Zwangsbetrieb fahren, wird in diesen Studien unbeachtet gelassen.
Das Stellen von Blockgeboten, wie es tatsächlich an der EEX erfolgt, macht es möglich, dass das Kraftwerk in einigen Stunden des ausgeführten Blockgebots nichts verdient oder gar negative Preise in Kauf nimmt, aber die Kosten für den Block dann in einer einzigen teuren und knappen Stunde innerhalb des Blocks wieder hereinholt. Auf diese Weise entstehen sowohl negative Preise als auch teilweise extreme Preisspitzen, die von Merit-Order-basierten Studien nicht erklärt werden können. Komplexere Fundamentalmodelle, die die tatsächlichen technischen Restriktionen wie Mindestlaufzeiten und An- und Abfahrrampen verschiedener Kraftwerkstypen mit abbilden, sind hingegen auch in der Lage negative Preise und Preisspitzen am Strommarkt zu modellieren.

## Gaspreisschock

Day-Ahead-Preise im Jahr 2022 für die Gebotszone DE/LU, EPEXspot

Die Spotmarktpreise in Deutschland zogen schon Mitte 2021 deutlich an (Preise der Day-Ahead-Auktion).

Die sich ab Mitte 2021 manifestierende Energiekrise, in der sich Strom- und Gaspreise vervielfachten, wird in einem Gutachten von ACER, der Agentur für die Zusammenarbeit der Energieregulierungsbehörden, im April 2022 als „im Wesentlichen ein Gaspreis-Schock“ bezeichnet, „der auch die Elektrizitätspreise beeinflusste“. ACER stellt dabei fest, dass die Kosten von Gaskraftwerken oftmals den Strompreis bestimmen, insbesondere bei geringem Aufkommen von erneuerbaren Energien und damit hoher, konventionell zu erzeugender Restlast.
Verstärkt wurde diese Entwicklung durch den Krieg in der Ukraine ab Februar 2022, mit einem Höhepunkt des täglichen Durchschnittspreises an der Strombörse Ende August. Dies löste erneute Debatten über Marktmodelle und Preissysteme am Strommarkt aus (Einheitspreisverfahren Pay-as-Clear vs. Gebotspreisverfahren Pay-as-Bid).:19ACER hält Vorteile durch Pay-as-Bid für einen „Mythos“, da Pay-as-Clear den gesellschaftlichen Nutzen maximiere.:19f. Nach der kalifornischen Elektrizitätskrise im Jahr 2000, in der Preissteigerungen bis 500 % auftraten, wurden Preisbildungsalternativen untersucht. Gebotspreise würden eine ineffiziente Einsatzreihenfolge und schwächeren Wettbewerb unter Erzeugungsanlagen nach sich ziehen. Laut ACER entspricht das aktuelle Marktdesign dem Ziel einer effizienten und sicheren Stromversorgung. Die aktuelle Krise sei nicht auf Fehler im Marktdesign zurückzuführen, sondern die aktuellen Marktregeln mildern im Gegenteil Konsequenzen ab, z. B. ist das Risiko gezielter Stromabschaltungen ganzer Verteilnetzbezirke kleiner. ACER spricht sich für das Beibehalten des Marktdesigns aus.:2Als möglichen regulatorischen Eingriff zur Strompreissenkung diskutiert die Studie die Möglichkeiten, den Angebotspreis von Gaskraftwerken an der Börse zu senken, indem diesen Kraftwerken die höheren Gasbeschaffungskosten auf anderem Wege erstattet werden.:55
Auch das Fraunhofer ISE berichtet, dass zwar ca. die Hälfte des von Januar bis August 2022 erzeugten Stroms aus erneuerbaren Energien (Wind, Sonne, Biomasse, Wasser) stammen, jedoch 14 % der elektrischen Energieerzeugung durch Gaskraftwerke erfolgten, die per Merit-Order preissetzend waren und häufig sehr hohe Strompreise verursachten. Daher wollte sich Wirtschaftsminister Robert Habeck Anfang September 2022 auf EU-Ebene für Änderungen am Strommarkt einsetzen. Ziel sollte dabei sein, den Strom- und Gaspreis zu entkoppeln. Dies hatten Frankreich, Tschechien, Österreich und andere Länder schon länger gefordert. Demgegenüber argumentieren Energieökonomen gegen Eingriffe in die Preisbildung an den Handelsmärkten.
Am 9. September 2022 befasste sich dann der EU-Ministerrat mit den hohen Energiepreisen. Diskutiert wurde dabei unter anderem:
- die Begrenzung der Einnahmen von Stromerzeugern, die niedrige Produktionskosten haben (erneuerbare Energien, Kernenergie, Kohle),
- eine mögliche Preisobergrenze für Gas,
- Maßnahmen zur koordinierten Senkung der Stromnachfrage in der gesamten EU.

Vorschläge der EU-Kommission vom 14. September für eine kommende Verordnung wurden am 30. September 2022 mit kleinen Veränderungen angenommen. Diese betrafen:
- Maßnahmen zur Nachfragesenkung,
- eine Obergrenze für Markterlöse und Regelungen zur Verteilung der Überschusserlöse an die Endkunden,
- die Möglichkeit, Strompreise für Endkunden und kleine und mittlere Unternehmen vorübergehend unterhalb der Kosten festzusetzen,
- einen befristeten obligatorischen Solidaritätsbeitrag auf Überschussgewinne aus Tätigkeiten im Öl-, Gas-, Kohle- und Raffineriebereich.[20]

## Merit-Order-Effekt erneuerbarer Energien
Der Merit-Order-Effekt erneuerbarer Energien ist die Verdrängung von Kraftwerken mit hohen Grenzkosten durch Kraftwerke mit geringeren Grenzkosten: Bei hohem Ertrag von Wind- und Solarstrom geht die Residuallast zurück und das dann aktive Grenzkraftwerk, üblicherweise ein thermisches Kraftwerk, das den Marktpreis bestimmt, hat bei so einem Systemzustand niedrigere variable Kosten.
In Zeiten hoher EEG-Strom-Einspeisung verdrängt der EEG-Strom den Strom aus den teuersten konventionellen Kraftwerken und senkt so über den Merit-Order-Effekt den Börsenpreis.

Merit-Order-Effekt: Durch Einspeisung durch nicht-disponible Windenergie- und Solaranlagen verringert sich die Restlast von N_{1} auf N_{2} und damit fällt der Marktpreis von p_{1} auf p_{2}

Die Grafik verdeutlicht die Wirkung des Effekts. Die aggregierte Angebotsfunktion (blau) bildet sich aus den Geboten einzelner Stromanbieter und entspricht im Allgemeinen deren Grenzkosten. Die Nachfrage (Verbraucherlast in grün) wird als unelastisch dargestellt (senkrechte Linie). Nichtdisponible Einspeisungen aus Wind- und Solarenergie mit sehr geringen Grenzkosten decken einen Teil der Verbraucherlast, so dass nur die restliche Leistung, Restlast oder auch Residuallast genannt, von den konventionellen disponiblen Erzeugern getragen werden muss. Die teuersten Kraftwerke kommen dabei nicht mehr zum Zuge und der Strompreis sinkt um Δp am Markt aufgrund des Nachfragerückgangs ΔN im konventionellen Kraftwerkspark.
Auf diese Weise senken erneuerbare Energien den Strompreis an der Börse, weil teure Spitzenlastkraftwerke immer seltener das preisbestimmende Kraftwerk am Markt sind, sondern eher Kraftwerke mit geringeren Grenzkosten aus dem Grundlast- und Mittellastsegment. Damit reduziert sich der Deckungsbeitrag der günstigen Grundlastkraftwerke wie z. B. Laufwasser-, Atom- und Braunkohlekraftwerke, die nun bei p2 weniger Überschuss erwirtschaften als bei p1. Der Merit-Order-Effekt kann damit den Börsenpreis für Strom zu Lasten der Kraftwerksbetreiber senken.

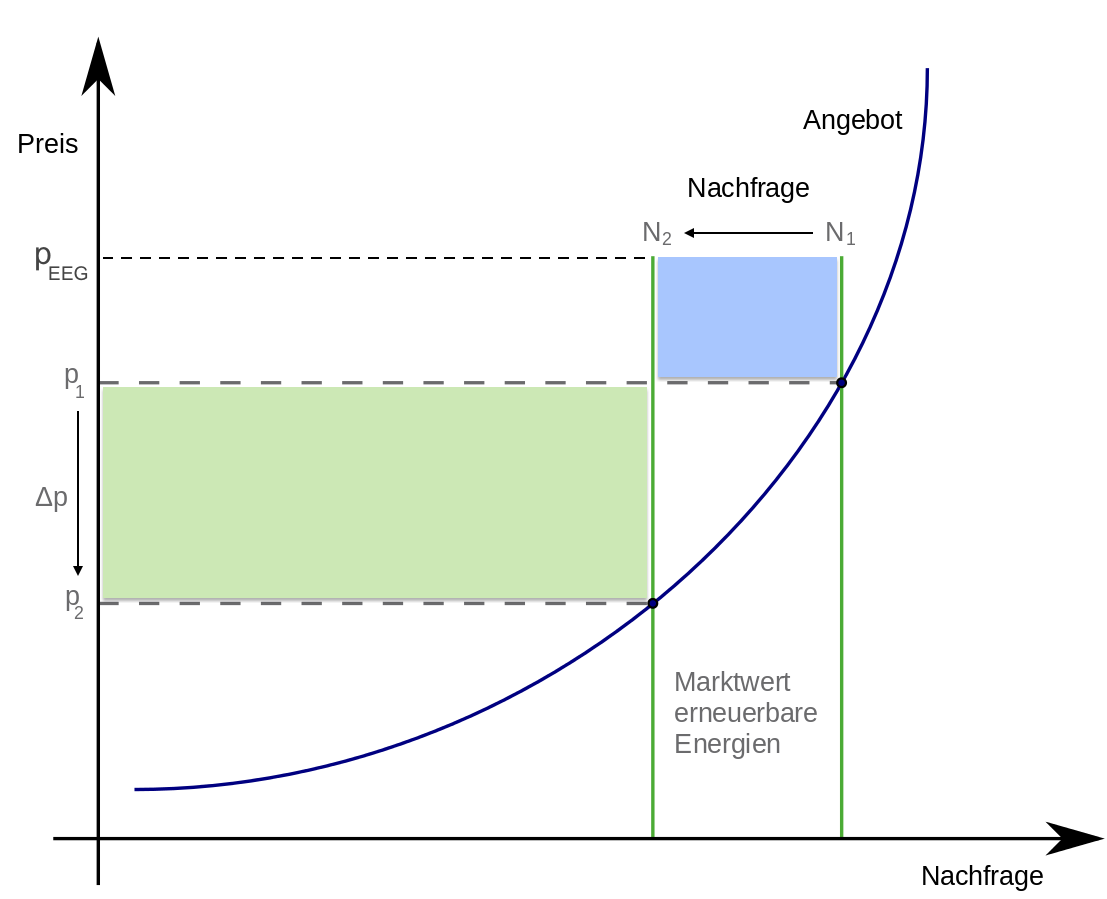
Kostensummen im Merit-Order-Effekt: Durch den EE-Zubau sinkt die vom Verbraucher zu zahlende Summe um das grüne Rechteck, wofür ein Mehrpreis für erneuerbare Energien (blaues Rechteck) zu zahlen ist. Je nach Größe dieser beiden Rechtecke entsteht eine zusätzliche Entlastung oder eine Belastung für den Endverbraucher.

Eine Nettoentlastung für den Verbraucher kann entstehen, selbst wenn die Vergütung durch das EEG über dem Preisniveau p1 liegt, sofern die durch den Merit-Order-Effekt verursachte Ausgabenreduktion für den konventionellen Strom
{\displaystyle (p_{1}-p_{2})\cdot N_{2}}
insgesamt größer ist als die Mehrausgaben für den Strom aus erneuerbaren Energien
{\displaystyle (N_{1}-N_{2})\cdot (p_{\mathrm {EEG} }-p_{1})}.
Die Steigung der Merit-Order-Kurve
{\displaystyle {\frac {p_{1}-p_{2}}{N_{1}-N_{2}}}}
ist in diesem Fall bei hoher Last recht steil und der Preis für EEG-Strom pEEG liegt nur relativ wenig über dem Börsenpreisniveau p1, wie z. B. an manchen Wintertagen mit mäßigen Winderträgen.

### Auswirkungen
Aufmerksamkeit erregte eine Veröffentlichung aus dem Hause Eon zusammen mit der Uni Duisburg-Essen, die Mitte 2006 den marktpreissenkenden Effekt in Höhe von durchschnittlich 1,9 €/MWh pro GW Windstromeinspeisungen herausarbeitete. Eine erste Studie zum Merit-Order-Effekt erneuerbarer Energien veröffentlichte 2007 das Fraunhofer-Institut für System- und Innovationsforschung. Diese Studie prägte auch den Namen Merit-Order-Effekt. In der Studie wurden mit einer Modellrechnung für den Strommarkt 2006 analysiert:
- der Marktwert erneuerbarer Energien (2,5 Mrd. €)
- der Merit-Order-Effekt (4,98 Mrd. €)
- die Vergütung erneuerbarer Energien (5,4 Mrd. €)

Eine Ersparnis für den Verbraucher entsteht, wenn die Mehrkosten erneuerbarer Energien (Vergütung minus Marktwert) geringer sind, als die Senkung der Vergütung für konventionelle Energien, der Merit-Order-Effekt. Dies wurde durch die Analyse des Instituts bestätigt:
„Wenn man den Marktwert der erneuerbaren Energien und das in dieser Studie bestimmte Volumen des Merit-Order-Effektes gemeinsam betrachtet, kommt es zu einer erheblichen Reduktion der durch das Erneuerbaren-Energien-Gesetz verursachten Kosten. Für das Jahr 2006 ist die Summe aus Marktwert und Merit-Order-Effekt sogar höher als die gesamte EEG-Vergütungssumme.“
Eine Nachfolgestudie des Fraunhofer-Institut für System- und Innovationsforschung (FhG-ISI Karlsruhe) aus dem Jahre 2013 für das Jahr 2011 und 2012 ermittelte eine Senkung des Baseload-Preises um 8,9 €/MWh (0,89 ct/kWh). Bezogen auf den gesamten deutschen Stromverbrauch ergibt sich daraus eine entlastende Wirkung aus der Senkung von Stromhandelspreisen in Höhe von 4,88 Milliarden Euro. Eine Quantifizierung der gegenzurechnenden EEG-Mehrkosten erfolgt nicht mehr und eine Entlastungswirkung für den Endkunden wird nur noch für energieintensive Unternehmen postuliert, die von der EEG-Umlage teilweise befreit sind.
Eine Studie aus dem Jahr 2014 kommt zu dem Ergebnis, dass der Merit-Order-Effekt vorrangig energieintensiven Unternehmen zugutekommt, die von der EEG-Umlage ganz oder teilweise befreit sind.
Zu einem ähnlichen Ergebnis kam eine 2016 im Fachjournal Renewable and Sustainable Energy Reviews erschienene Untersuchung, bei der der Ist-Zustand mit einem hypothetischen Szenario ohne erneuerbare Energien verglichen wurde. Demnach stehen der 2013 fälligen EEG-Umlage von 20,4 Mrd. Euro Preissenkungen an der Strombörse in Höhe von 31,6 Mrd. Euro gegenüber, womit Endverbraucher insgesamt ca. 11,2 Mrd. Euro eingespart haben. Allerdings sind die Einsparungen sehr unterschiedlich verteilt: Durch die Ausnahmeregelungen für industrielle Verbraucher, durch die 2013 rund 212 TWh bzw. ein Drittel des Gesamtverbrauches teilweise bis nahezu vollständig von der Zahlung der EEG-Umlage befreit war, kamen diese Kostensenkungen an der Strombörse praktisch ausschließlich energieintensiven Unternehmen zu, während sich für Privathaushalte und Kleinverbraucher kein Unterschied ergab. In dem Szenario ohne erneuerbare Energien hätten die Stromkosten für energieintensive Unternehmen 2013 hingegen doppelt so hoch gelegen wie tatsächlich der Fall.

### Kritik
Die Monopolkommission bestätigt in ihrem Energiesondergutachten eine kurzfristig kostensenkende Wirkung der Einspeisung erneuerbarer Energien. Allerdings weist die Kommission darauf hin, dass Mittellastkraftwerke mit hohen Fixkosten und relativ niedrigen variablen Kosten zwar bei einer relativ plötzlichen Senkung der Nachfrage nach konventioneller Energie kurzfristig den Restbedarf billig decken, dabei aber zu wenig Betriebsstunden und Deckungsbeitrag erzielen, um ihre Fixkosten zu amortisieren und profitabel zu arbeiten. Langfristig werden diese Kraftwerke somit aus dem Markt gehen und der Restbedarf wird wieder von Spitzenlastkraftwerken mit geringen Fixkosten und hohen variablen Kosten gedeckt, womit das alte Preisniveau wiederhergestellt wird. Eine Untersuchung des Bundeskartellamts wies 2011 auf eine weitere preistreibende Wirkung des Zubaus erneuerbarer Energien hin: „Zudem ist zu berücksichtigen, dass aufgrund der stetig zunehmenden EEG-Erzeugung langfristig der Bedarf an flexiblen Erzeugungsanlagen mit höheren Grenzkosten steigen wird. Ein entsprechend veränderter Kraftwerkspark wird mittel- und langfristig Effekte auf die Merit Order und damit auf die Strompreise haben.“
Weiterhin äußerte die Monopolkommission in einem Sondergutachten aus dem Jahr 2011 auch Zweifel an einer Kostensenkung für den Letztverbraucher, da dem Merit-Order-Effekt derzeit „unter anderem Kosten für die EEG-Umlage, erhöhte Regelenergiekosten und Kosten des für die Integration der erneuerbaren Energien notwendigen Netzausbaus“ gegenüberstünden, die sämtlich vom Letztverbraucher zu tragen sind.
Eine Analyse des Energiewirtschaftlichen Instituts an der Universität zu Köln aus dem Jahr 2012 kommt hingegen zu dem Schluss, dass die Einspeisung erneuerbarer Energien auch nach einer Anpassung des konventionellen Kraftwerksparks preissenkend wirkt. Zum Beispiel entstehen negative Preise unabhängig von der Gestaltung des konventionellen Kraftwerksparks, wenn die Residualnachfrage nach Abzug der Einspeisung erneuerbarer Energien negativ ist. Weiterhin weist die Studie darauf hin, „dass Preiseffekte nicht mit Kosten- bzw. Wohlfahrtseffekten verwechselt werden dürfen.“ Preissenkungen auf den Großhandelsmärkten fallen geringer aus, als sie in diesbezüglichen Studien berechnet werden, weil der in Deutschland billig angebotene Strom ins angrenzende Ausland abfließt und der grenzüberschreitende Handel die Preise stabilisiert. Die Kosten der Einspeisung erneuerbarer Energien bleiben jedoch vollständig beim deutschen Verbraucher. Volkswirtschaftlich führt die Preissenkung an den Stromhandelsmärkten zu einer Umverteilung, bei der konventionelle Bestandsanlagen zu Lasten der deutschen Volkswirtschaft entwertet werden und Stromkäufer aus dem In- und Ausland von billigeren Preisen profitieren.
Fehlende Deckungsbeiträge der konventionellen Energieerzeugung lösten eine Diskussion über sogenannte Kapazitätsmärkte aus, die zusätzliche Deckungsbeiträge für konventionelle Erzeugung ermöglichen sollten. Das Weißbuch des Bundesministeriums für Wirtschaft und Energie von 2015 erteilte Kapazitätsmärkten als Element des Strommarktdesigns eine klare Absage.

### Primärliteratur
- Ronan Bolton: Making Energy Markets: The Origins of Electricity Liberalisation in Europe. Springer International Publishing, Cham 2021, ISBN 978-3-03090074-8, doi:10.1007/978-3-030-90075-5 (englisch).
- Hans-Wilhelm Schiffer: Energiemarkt Deutschland: Daten und Fakten zu konventionellen und erneuerbaren Energien. Springer Fachmedien Wiesbaden, Wiesbaden 2019, ISBN 978-3-658-23023-4, doi:10.1007/978-3-658-23024-1.

### Artikel & weiterführende Informationen
- Michael Wider (Präsident VSE): Meinung: Unsere Stromzukunft – an einer Hand abgezählt. 14. Dezember 2018, abgerufen am 11. September 2022.
- Jens Lichter, Emil Hosius, Benjamin Wacker, Jan Schlüter: Der Einfluss von Offshore-Windenergie auf die EEX-Strompreise. In: Zeitschrift für Energiewirtschaft. Band 44, Nr. 2, 1. Juni 2020, S. 85–99, doi:10.1007/s12398-020-00276-8.
- Davide Orifici, Maria Schubotz: Die EU-Strompreiskrise – Schuld des Marktdesigns? 9. Januar 2022, abgerufen am 11. September 2022.
- Thomas Grüter: Merit-Order-Prinzip: Warum das teure Gas auch den Strompreis mit nach oben reißt. 29. August 2022, abgerufen am 11. September 2022.
- Pepe Egger: Energiepreisschock: Willkommen in der Trümmerlandschaft der Marktliberalisierung. In: Der Freitag. 11. September 2022 (freitag.de).
- Abschlussbericht zum Projekt „Merit Order der Energiespeicherung im Jahr 2030“ veröffentlicht. Forschungsstelle für Energiewirtschaft, abgerufen am 11. September 2022.

#### Ältere Beiträge
- Jürgen Neubarth, Oliver Woll, Christoph Weber, Michael Gerecht: Beeinflussung der Spotmarktpreise durch Windstromerzeugung. Energiewirtschaftliche Tagesfragen, Jg. 56 Heft 7, 2006, S. 42–45.
- Sven Bode, Helmuth Groscurth: Zur Wirkung des EEG auf den „Strompreis“. (PDF; 196 kB) HWWA Discussion Paper 348: Hamburg, August 2006.
- Bundesumweltministerium: Erneuerbare Energien in Zahlen – nationale und internationale Entwicklung. BMU: Berlin, November 2007, S. 27. (PDF-Datei; 6,26 MB), Archivlink abgerufen am 30. August 2022
- Serafin von Roon, Malte Huck: Merit Order des Kraftwerkparks. (PDF; 663 kB) Forschungsstelle für Energiewirtschaft e. V.: München, Juni 2010.